# Поляков Микола Сергійович
Мико́ла Сергі́йович Поляко́в (* 17 травня 1903, Дніпропетровськ — 5 грудня 1991, там само), український вчений в царині гірничої механіки, 1939 — професор, 1945 — член-кореспондент АН УРСР, 1960 — доктор технічних наук, 1967 — академік АН УРСР, 1978 — заслужений діяч науки УРСР.

## Життєпис
За свої праці багаторазово нагороджувався, серед нагород — 3 ордени Леніна, 2 ордени Трудового Червоного Прапора, орден «Знак Пошани», медаль «За відновлення вугільних шахт Донбасу», знаки «Шахтарська слава» трьох ступенів.
Закінчив реальне училище, по тому вчиться в Дніпропетровському університеті — і одночасно — по гірничоексплуатаційній спеціальності в Дніпропетровському гірничому інституті.
1926 року по закінченні навчання запрошений залишитися на викладацькій роботі в гірничому інституті — викладав до 1964; у 1934—1963 роках завідував кафедрою, в 1948—1961 — проректор з наукової роботи.
Досвіду проектування та експлуатації шахт набувався в Німеччині, організував щорічне видання наукових збірників «Питання рудникового транспорту», досліджує конвеєрні рудникові установки, розробляє основні правила безпеки при перевезенні людей до підземних виробіток.
По закінченні війни керує кафедрою рудникового транспорту та лабораторією в гірничому інституті. З 1945 — відділом комплексної механізації в Інституті гірничих справ Академії наук.
При відновленні шахтного потенціалу Донбасу бере участь у складанні генерального плану механізації шахт Донбасу та розробленні правил безпеки.
В 1967—1975 роках керував Інститутом геотехнічної механіки АН УРСР.
1962 року під його орудою виникає Дніпропетровський філіал Інституту механіки АН УРСР, Поляков — керівник філіалу та завідує відділом. З 1967 на основі філіалу виникає науково-дослідний Інститут геотехнічної механіки — очолює його до 1975.
Під його орудою була створена нова технологія — підземної розробки родовищ марганцевої руди та бурого вугілля в тодішній Україні.
Є автором праць по теорії і експлуатації гірничих транспортних машин, їхнього розрахунку, механізації гірничих робіт. Провадив дослідження в галузі теоретичних основ гірничого транспорту та щодо механізації процесів розробки корисних копалин.
Вийшов друком його посібники —
- у співавторстві з Співаковським Олександром — «Курс рудникового транспорту» (1944),
- «Основи теорії та розрахунки рудничних транспортних установок», 1962, разом з І. Г. Штокманом.

Загалом надруковано більш чим 300 його робіт. Є власником 30 патентів на винаходи.
Як педагог підготував 66 кандидатів та докторів наук.